# Pimelodus albofasciatus
Pimelodus albofasciatus és una espècie de peix de la família dels pimelòdids i de l'ordre dels siluriformes.

## Morfologia
Els mascles poden assolir els 25 cm de llargària total.

## Distribució geogràfica
Es troba a Sud-amèrica: conques dels rius Orinoco, Corantijn i Amazones.